# Ștefan Vasilache
Ștefan Vasilache (* 9. Mai 1979 in Roman) ist ein ehemaliger rumänischer Leichtathlet, der sich auf den Hochsprung spezialisiert hat. Seinen größten Erfolg feierte er mit dem Gewinn der Bronzemedaille bei den Hallenweltmeisterschaften 2004 in Budapest.

## Sportliche Laufbahn
Erste internationale Erfahrungen sammelte Ștefan Vasilache vermutlich im Jahr 2001, als er bei den Balkan-Hallenmeisterschaften in Piräus mit übersprungenen 2,20 m die Goldmedaille gewann. Im Juli belegte er bei den U23-Europameisterschaften in Amsterdam mit 2,12 m den sechsten Platz und anschließend gelangte er bei der Sommer-Universiade in Peking mit 2,15 m auf Rang elf. Im Jahr darauf verteidigte er bei den Balkan-Hallenmeisterschaften in Piräus mit 2,28 m seinen Titel und anschließend verpasste er bei den Halleneuropameisterschaften in Wien mit 2,22 m den Finaleinzug. Im August schied er bei den Europameisterschaften in München mit 2,15 m in der Qualifikationsrunde aus und kurz darauf siegte er mit 2,25 m bei den Balkanspielen in Bukarest. Zudem belegte er bei den Militär-Weltmeisterschaften in Tivoli mit 2,21 m den fünften Platz. 2003 gewann er bei den Balkan-Hallenmeisterschaften in Peania mit 2,24 m die Silbermedaille hinter Dragutin Topić aus Serbien und Montenegro und anschließend wurde er bei den Hallenweltmeisterschaften in Birmingham disqualifiziert. Im Juli siegte er mit einer Höhe von 2,30 m bei den Balkan-Meisterschaften in Thiva, ehe er bei den Weltmeisterschaften nahe Paris mit 2,25 m den Finaleinzug verpasste. Zudem belegte er bei den Militärweltspielen in Catania mit 2,05 m den sechsten Platz. Im Jahr darauf siegte er mit 2,24 bei den Hallenweltmeisterschaften in Peania und gewann anschließend bei den Hallenweltmeisterschaften in Budapest mit 2,25 m die Bronzemedaille hinter dem Schweden Stefan Holm und Jaroslaw Rybakow aus Russland. Im August nahm er an den Olympischen Sommerspielen in Athen teil und schied dort mit 2,25 m in der Qualifikationsrunde aus.
2005 gewann er bei den Balkan-Hallenmeisterschaften in Peania mit übersprungenen 2,20 m die Silbermedaille hinter Dragutin Topić, ehe er bei den Halleneuropameisterschaften in Madrid mit 2,23 m den Finaleinzug verpasste. Im August brachte er dann bei den Weltmeisterschaften in Helsinki in der Vorrunde keinen gültigen Versuch zustande. Im Jahr darauf siegte er mit 2,20 m bei den
Balkan-Hallenmeisterschaften und verteidigte 2007 in Piräus mit 2,27 m seinen Titel. Zudem schied er bei den Halleneuropameisterschaften in Birmingham mit 2,13 m in der Vorrunde aus. 2012 beendete er dann seine aktive sportliche Karriere im Alter von 32 Jahren.
In den Jahren von 2002 bis 2006 sowie 2008 und 2009 wurde Vasilache rumänischer Meister im Hochsprung im Freien sowie von 2002 bis 2008 und 2010 auch in der Halle.